# 俺のダンディズム
『俺のダンディズム』（おれのダンディズム）は、2014年4月16日から7月2日まで毎週水曜日23:58 - 翌0:45に、テレビ東京系の「ソコアゲ★ナイト」水曜枠で放送された日本のテレビドラマである。主演は本作でドラマ初主演となる滝藤賢一。

## あらすじ
課長に昇進した主人公・段田一郎は、憧れの新入社員・宮本南が「ダンディな男性」を好んでいると聞き、ダンディズムを極めようと奮闘する。そこで、段田はダンディな嗜好品を扱う「マダムMの店」の店主・美幸からダンディズムの歴史や、毎回登場する商品の知識とヒット商品を教えてもらいながら、少しずつダンディになっていく。

## キャスト
役名は一部テレビ東京週間番組表から引用。

### 主人公
段田 一郎（だんだ いちろう）〈41〉
演 - 滝藤賢一
伊達商事営業部営業一課課長。既婚者で二児の父。年収710万円。会社のマドンナ的存在の南に密かに憧れ、昇進を機にダンディな上司になろうと一念発起する。少しずつダンディに近付いていくが、へそくりも底を付き、昔から収集していた切手や古銭コレクションを売る。
ジェームズ・ボンドが好きで、店で毎回、ボンドに扮した自分がボンドガールの南を守る妄想をしている。

### 伊達商事営業部
宮本 南（みやもと みなみ）〈23〉
演 - 石橋杏奈
一郎の部下で、ダンディな男性を好む。入社した頃に世話になった伊達に関係を迫られ、拒絶したところストーカーに豹変し、彼から送られてくる脅迫メールに悩まされている。
伊達 次郎（だて じろう）〈44〉
演 - 前川泰之
部長。一郎の上司にあたり、とてもお洒落で女性社員から高い人気を誇る。伊達商事の後継者で、いずれ3代目社長を継ぐ。妻子がいながら、南に関係を迫り、拒絶されるとストーカー行為に走った挙げ句、たしなめてきた一郎に地方出向をちらつかせた上、恫喝する。
小堺 桜子
演 - 横澤夏子
女性社員。一郎の部下。
西川 エリカ
演 - 坂口佳澄
女性社員。一郎の部下。
高木
演 - 社城貴司
一郎の隣のデスクに座る男性社員。

### マダムMの店
美幸（みゆき）
演 - 森口瑤子
美人店主。ダンディズムアイテムの販売を行っている。時に、予算を超える品を勧めてくる。
美鈴（みすず）
演 - 大方斐紗子
CEO。一郎を童貞とからかう。美幸より年上だが電子機器を器用に使いこなす。
美麗（みれい）
演 - 渡邉このみ（第7話）
バイヤー。美鈴が温泉旅行に出かけた不在時に登場。段田のセンスのなさをからかい、美鈴のように「チェリーボーイ」などと暴言を吐く。年齢的な制限により、勤務時間は22時まで。
インコ
声 - 滝藤賢一

### テレビ番組「明日使える ダンディズム講座」
一郎の行きつけの喫茶店のテレビでいつも流れているテレビ番組。
ジェントル今井
演 - 長谷川公彦
ダンディズムの極意を教える講師。
パンツェッタ・ジローラモ
演 - 本人
番組内のVTRに登場しダンディズムのシチュエーションを演じる。
鷲見玲奈
演 - 本人（テレビ東京アナウンサー）（第1話 - 第6話・最終話）
水原恵理
演 - 本人（テレビ東京アナウンサー）（第7話 - 第11話）
上記2名は番組の進行役。
モデル
演- バレンティナZ（第1話 - 第4話・第6話）、サヴァンナ・ダニエルズ（第7話 - 第11話）
VTRに出演するアシスタントモデル。
ウェイター
演 - 柳亮（第3話）
VTRに登場するウェイター。

### その他
風子（ふうこ）
演 - 本間愛花
一郎の行きつけの喫茶店店員。
喫茶店のおじいちゃん
演 - 菅登未男
一郎の行きつけの喫茶店の常連客。一郎同様、『明日使える ダンディズム講座』に見入っている。
マフィア
演 - アラン・ロワ
一郎の007風妄想シーンに登場し彼を狙い続ける不死身のマフィア。

### ゲスト

#### 第1話
ミチル
演 - 吉田由布子（第4話）
一郎の行きつけの本屋店員。
不良少年
演 - 千代將太、吉本純士（共に第3話）
一郎に因縁をつける若者たち。後日、制服の学生をカツアゲしているところを一郎に窘められる。（第3話）

#### 第2話
古物商
演 - 渋川清彦（第6話）
一郎が収集している切手や古銭のコレクションを売りに来る古物商の店主。
清掃員
演 - 市川佳代子
マダムMの店が入っているビルの清掃員。

#### 第3話
靴磨き
演 - 春海四方
一郎の履きふるした靴を磨くが、これ以上持たないと忠告する。
学生
演 - 戸沼紘也
不良少年らにカツアゲされている学生。一郎に助けられ礼を言う。
警察官
演 - 松本航平
喧嘩になりそうな一郎らに声をかける。

#### 第5話
須藤 和博
演 - 斉藤慎二（ジャングルポケット）（ - 第9話）
コピー複合機のメンテナンス業者社員。伊達商事営業部にも出入りしている。トカゲのストラップを付けている。

#### 第6話
マスター
演 - チャッピー大岩
喫茶店のマスター。

#### 第7話
レストランスタッフ
演 - 瀧口亮二
一郎が南を連れて行ったレストランのスタッフ。

#### 第10話
ダンディ坂野〈47〉
演 - 本人（ - 最終話）
会社の飲み会の移動中に桜子とエリカが見つけ、暇そうだったから、と連れてこられる。一郎が酔ってしまい、仕方なくダンディが介抱して送り届けることになる。一郎のジェームズ・ボンドの妄想にも登場する。

#### 第11話
髭男爵 ひぐち君
演 - 本人（最終話）
ダンディ坂野の芸人仲間。
喫茶店の美女
演 - 浦浜アリサ
露出の高い服装をしていて一郎の視線が釘付けになる。

#### 最終話
髭男爵 山田ルイ53世
演 - 本人
ダンディ坂野の芸人仲間。
三津 藤子
演 - 壇蜜
サファイア出版 編集部 記者。一郎を取材するためにやってきた雑誌記者。
会社員
演 - 島陸一、小久保英明、川船敏伸、長尾祐哉、上杉美浩、荒川久忠、匁山剛志、大成功児、土井翔平、森きゅーり、今野哲治、平沼いく太、中澤一馬

## 登場アイテム
以下の「紹介アイテム」は美幸がダンディズムアイテムの歴史や知識を紹介する際に登場するアイテム。また、段田は美幸がセレクトした3つのおすすめアイテム「マダムMセレクト」のうち1つを購入する。◎は段田が購入したアイテム。
第1話「腕時計」
- 紹介アイテム
  - オーデマ・ピゲ ロイヤル オーク・オートマティック
  - パテック・フィリップ
    - カラトラバ Ref.5196RG
    - プラチナ製ワールドタイム時計 Ref.1415HU

  - ロレックス サブマリーナー
  - セイコー アストロンGPSソーラー SBXA003
  - カシオ G-SHOCK
  - タグ・ホイヤー カレラ 1887 クロノグラフ
  - ハミルトン ジャズマスターGMT
  - シーレーン SE39-MBK

- マダムMセレクト
  - ◎ロレックス エクスプローラー
  - セイコー グランドセイコー SBGH001
  - パテック・フィリップ ノーチラス Ref.5712/1A

第2話「万年筆」
- 紹介アイテム
  - ウォーターマン カレン ブラック・シーGT 万年筆
  - パーカー デュオフォールド ブラックGT センテニアル万年筆
  - ペリカン M700トレド
  - モンブラン
    - マイスターシュテュック ル・グラン 146
    - マハトマ・ガンジー リミテッドエディション241万年筆
    - ジョン・レノン スペシャルエディション

  - プラチナ萬年筆
    - 出雲 八雲塗り万年筆
    - プラチナ 銀無垢鍛金磨き

  - パイロット
    - キャップレス マットブラック
    - エラボー
    - カクノ

  - セーラー万年筆 クロスコンコルド
  - デュポン 007ジェームズ・ボンド限定コレクション

- マダムMセレクト
  - モンブラン マイスターシュテュック149
  - ◎ペリカン スーベレーン M400
  - アウロラ オプティマ 996

第3話「靴」
- 紹介アイテム
  - サントーニ（イタリア）品番2259829
  - ステファノベーメル（イタリア）
    - ウイングチップ000601
    - モンクストラップ00201

  - エドワードグリーン（イギリス）カドガン
  - トリッカーズ（イギリス）品番5095
  - ジョンロブ（イギリス）フィリップ2

- マダムMセレクト
  - サントーニ（イタリア）ウイングチップ4154201
  - ◎ジョンロブ（イギリス）シティ2
  - オールデン（アメリカ）コードバン プレーントゥ

第4話「手帳」
- 紹介アイテム
  - レッツ（イギリス）品番35SJ
  - モレスキン（イタリア）スケジュール+ノート / ソフトカバー
  - クオバディス（フランス）エグゼクティブ ソーホー
  - ファイロファックス（イギリス）ホルバーン バイブル ブラック
  - アシュフォード（日本）LUGARD ルガード
  - ブレイリオ（日本）No.0518-2 コードバンシステム手帳 10mmリングCH
  - X47（ドイツ）379 Timer Premium calipso A6 black
  - スマイソン（イギリス）2014 ポルトベロ ダイアリー

- マダムMセレクト
  - ブレイリオ（日本）No.0502-1 コードバンシステム手帳 20ｍｍリング BK
  - クオバディス（フランス）エグゼクティブノート クラブ
  - ◎X47（ドイツ）374k Timer Premium croco A6 brown

第5話「眼鏡」
- 紹介アイテム
  - レイバン アビエーター（映画『トップガン』でトム・クルーズが使用）
  - ルノア（ドイツ）クラシックラウンド（スティーブ・ジョブズが使用）
  - アメリカンオプティカル（アメリカ）コンビネーションヴィンテージ（マルコムXが使用）
  - アランミクリ（フランス）品番A03006-B09J
  - バートンペレイラ（アメリカ）キャグニー
  - 白山眼鏡店（日本）
    - HANK
    - メイフェアクリアフレーム（ジョン・レノンが使用）

  - フォーナインズ（日本）品番S-143T ホワイトゴールド

- マダムMセレクト
  - アランミクリ（フランス）品番A03004-B09D
  - ◎バートンペレイラ（アメリカ）クラレンドン
  - フォーナインズ（日本）品番0-31T TypeB シルバー

第6話「鞄」
- 紹介アイテム
  - オロビアンコ（イタリア）デンバー
  - フェリージ（イタリア）品番8637/2/DS
  - トゥミ（アメリカ）アルファ/オーガナイザー・ポートフォリオ・ブリーフ
  - グッチ（イタリア）
  - ダニエル&ボブ（イタリア）チェルカトーレローディー
  - マリネッラ ナポリ（イタリア）ソットブラッチョ
  - ゼロハリバートン（アメリカ）品番ZR-Geo/AT
  - ポーター（日本）ポーターアベニュー ブリーフケース (S)
  - 大峽製鞄（日本）オーバーナイトケース

- マダムMセレクト
  - トゥミ（アメリカ）ビーコンヒル「ブランチ」スリム・ラップトップ・ブリーフ
  - オロビアンコ（イタリア）ヴェルネ
  - ◎大峽製鞄（日本）オールレザーブリーフ

第7話「財布」
- 紹介アイテム
  - グレンロイヤル（イギリス）
    - ROUND LONG PURSE
    - HIP WALLET WITH DIVIDER

  - エッティンガー（イギリス）
    - WALLET
    - BILLFORD3C CARD&COIN PURSE

  - カミーユ・フォルネ（フランス）ヴェルソ 長札入れ
  - メゾンタクヤ（フランス）
    - TT-2 WALLET
    - T-5 WALLET

  - ルイ・ヴィトン（フランス） ダミエ モノグラム
  - 万双（日本）コードバン長財布（小銭入付）ネイビー
  - ファーロ（日本）SPERIO FIN-CALF

- マダムMセレクト
  - エッティンガー（イギリス）ロイヤルコレクション 長札入れ
  - ◎メゾンタクヤ（フランス）TT-2 WALLET
  - カミーユ・フォルネ（フランス）ヴェルソ 長札入れ

第8話「傘」
- 紹介アイテム
  - フォックスアンブレラ（イギリス） チューブライン / マラッカ / ブラック
  - ブリッグ（イギリス） バークチェスナット
  - クニルプス（ドイツ） X1 / Mat Cross
  - コボルド（ドイツ） Kobold e-DRYスマートジャンプ
  - スマートライフ研究所 カフェブレラ
  - センチュリー レインボーフラッシュLED傘
  - マリアフランチェスコ（イタリア） メープルハンドル ネイビー×ストライプ
  - 前原光栄商店（日本） チェス16×マラッカ

- 紹介アイテム（レインコート）
  - マッキントッシュ（スコットランド） ダンケルド ショート
  - バーバリー（イギリス） トレンチコート

- マダムMセレクト
  - フォックスアンブレラ（イギリス） チューブライン / マラッカ / ネイビー
  - マリアフランチェスコ（イタリア） メープルハンドル ブラック×ドット
  - ◎前原光栄商店（日本） トラッド16×籐

第9話「シャツ&ネクタイ」
- 紹介アイテム（シャツ）
  - ルイジボレッリ（イタリア） ルチアーノ / セミワイドカラーシャツ
  - バルバ（イタリア） 品番 CULTO / 335304
  - フライ（イタリア） 品番 1185 / 3
  - ターンブル&アッサー（イギリス） ロンドンストライプ クレリックシャツ
  - ブルックス・ブラザーズ（アメリカ） オックスフォード ポロカラーシャツ

- 紹介アイテム（ネクタイ）
  - ブルックス・ブラザーズ（アメリカ） レップストライプタイ（ネイビー×ピンク）
  - タイ・ユア・タイ（イタリア） シルクジャガード小紋
  - ドレイクス（イギリス） 50オンスロイヤルツイル ソリッドタイ

- マダムMセレクト
  - ルイジボレッリ（イタリア） ルチアーノ / セミワイドカラーシャツ & タイ・ユア・タイ（イタリア） シルクプリント
  - ◎ターンブル&アッサー（イギリス） ロンドンストライプ クレリックシャツ & ドレイクス（イギリス） 50オンスロイヤルツイル ソリッドタイ
  - インディビジュアライズド シャツ（アメリカ） ケンブリッジオックスフォード SLIM-FIT & 品番 9406-01

第10話「スーツ」
- 紹介アイテム
  - アルフレッド ダンヒル（イギリス） ハウンドトゥース スリーピーススーツ"KENNETH"
  - ヘンリー・プール（イギリス） セントジェームス
  - J.プレス（アメリカ） オーセンティックモデル
  - ポール・スチュアート（アメリカ） J1H65-712-29
  - チェザレ・アットリーニ（イタリア） Gモデル AUG30PUN3
  - エルメネジルド・ゼニア（イタリア） 312536 25M22Y
  - ベルヴェスト（イタリア）JACKET IN THE BOX スーツ A10545-4007-001

- マダムMセレクト
  - ◎ヘンリープール（イギリス） メイフェア
  - ポール・スチュアート（アメリカ） J1H65-713-08
  - ベルヴェスト（イタリア） 535-11564-008

第11話「下着」
- 紹介アイテム（段田がリクエストしたボクサーブリーフを主に紹介）
  - カルバン・クライン（アメリカ） デュアルトーン ボクサーブリーフ (U3074)
  - ヅィメリー（スイス） 品番 220 / 547
  - シーサー（ドイツ） カールハインツ
  - ネロ・ペルラ（イタリア） スキンシリーズ
  - トゥート（日本） BC181250-nano colors
  - シーク（日本） ボクサーブリーフ（前あき）

- マダムMセレクト
  - ヅィメリー（スイス） 品番 220 / 547
  - ◎シーサー（ドイツ） カールハインツ
  - シーク（日本） ボクサーブリーフ（前あき）

## スタッフ
- 脚本 - 堀田延、濱谷晃一
- 音楽 - スキャット後藤
- 総合演出 - 濱谷晃一
- 監督 - 石井辰之助、小林浩太郎、豊川康成
- 演出 - 内山慶祐
- 助監督 - 杉岡知哉
- スペースコーディネート - Takumi Miyamoto
- イラスト - 中村慶子
- 技術協力 - バスク
- 編集 - ヌーベルバーグ
- 監修 - モノ・マガジン、MEN'S EX
- プロデューサー - 濱谷晃一（テレビ東京）、永井宏明
- ラインプロデューサー - 湊谷恭史
- プロデューサー補 - 川添志穂
- キャスティング協力 - 高柳亮博
- 制作協力 - unit
- 製作著作 - テレビ東京

## 主題歌
MANNISH BOYS（斉藤和義×中村達也）「I am Dandy」（SPEEDSTAR RECORDS）
MANNISH BOYSがドラマサイドからのオファーに応え、主人公の生き様をイメージして書き下ろした楽曲。ミュージック・ビデオ（MV）はドラマの舞台となる「マダムM」のセットで撮影され、MANNISH BOYSと主演の滝藤賢一が共演している。MVの一部はドラマのエンディングムービーとして毎週オンエアされる。

## 放送リスト
| 各話                                                      | 放送日  | サブタイトル    | ラテ欄                                                                          | 監督                           | 購入アイテム                                                                                                 | ダンディズム講座                                                                                             |
| --------------------------------------------------------- | ------- | --------------- | ------------------------------------------------------------------------------- | ------------------------------ | --- | --- |
| 第1話                                                     | 4月16日 | 腕時計          | 滝藤賢一初主演! 男のダンディグッズ情報満載ドラマ! 最強腕時計で中年男にモテ期が! | 石井辰之助                     | ロレックス エクスプローラー                                                                                  | ダンディな振り向き方                                                                                         |
| 第2話                                                     | 4月24日 | 万年筆          | 大人の万年室で中年男にモテ期が! 万年筆誕生秘話                                  | 石井辰之助                     | ペリカン スーベレーン M400                                                                                   | ダンディなエレベーターの乗り方                                                                               |
| 第3話                                                     | 5月01日 | 靴              | 課長いい靴ですね⋯ 意外と知らないモテる靴の選び方                                | 石井辰之助                     | ジョン・ロブ シティ2                                                                                         | ダンディな会計の済ませ方                                                                                     |
| 第4話                                                     | 5月07日 | 手帳            | 課長いい手帳ですね 手帳選びで男は変わる 仕事力アップ&モテる手帳はこれ           | 小林浩太郎                     | X47 374k Timer Premium croco A6 brown                                                                        | ダンディなカップコーヒーの持ち方                                                                             |
| 第5話                                                     | 5月14日 | 眼鏡            | モテるメガネ選び⋯細長顔? 丸顔? 似合うメガネで知的&好感度が上がる                | 小林浩太郎                     | バートンペレイラ クラレンドン                                                                                | ダンディな靴ひもの結び方                                                                                     |
| 第6話                                                     | 5月21日 | 鞄              | 課長カバン素敵です 職人が作る驚き機能美 手縫いVS失くして見つかるバッグ          | 小林浩太郎                     | 大峡製鞄 オールレザーブリーフ                                                                                | ダンディな食事の誘い方                                                                                       |
| 第7話                                                     | 5月28日 | 財布            | 課長の財布素敵です コバ仕上げ&手縫い技 良い革財布を見分ける驚きの方法           | 豊川康成                       | メゾンタクヤ TT-2 WALLET                                                                                     | ダンディなジャケットのひっかけ方                                                                             |
| 第8話                                                     | 6月04日 | 傘              | 課長の傘、素敵です 機能&柄で梅雨楽しむ傘選び⋯日本技術誇る16本骨の傘             | 豊川康成                       | 前原光栄商店 トラッド×16 籐                                                                                  | ダンディなパスタの食べ方                                                                                     |
| 第9話                                                     | 6月11日 | シャツ&ネクタイ | 課長シャツ素敵ですね 世界最高シルエットと生地、柄の奥深い世界&ネクタイ          | 豊川康成                       | ターンブル&アッサー ロンドンストライプ クレリックシャツ ドレイクス 50オンスロイヤルツイル ソリッドタイ       | ダンディなキスの焦らし方                                                                                     |
| 第10話                                                    | 6月18日 | スーツ          | 課長のスーツ素敵ですね⋯ 体型別選び&英伊米シルエット&仕立ての奥深い世界          | 小林浩太郎                     | ヘンリープール メイフェア                                                                                    | ダンディなスーツの着こなし方                                                                                 |
| 第11話                                                    | 6月25日 | 下着            | 男を変える下着選び 進化するボクサーブリーフ⋯ 驚きの裁縫&立体裁断                | 小林浩太郎                     | シーサー カールハインツ                                                                                      | ダンディなフラれ方                                                                                           |
| 最終話                                                    | 7月02日 | I am Dandy      | 保存版! 全アイテム公開&セクシー過ぎる記者                                       | 石井辰之助 小林浩太郎 豊川康成 | 総集編 取材を受ける形でこれまで購入したアイテムや紹介されたアイテムを、 ダンディズム講座を交えながら振り返る | 総集編 取材を受ける形でこれまで購入したアイテムや紹介されたアイテムを、 ダンディズム講座を交えながら振り返る |
| 平均視聴率 1.4%（視聴率は関東地区・ビデオリサーチ社調べ） |         |                 |                                                                                 |                                | | |

## ネット局と放送時間
| 放送対象地域   | 放送局                | 系列           | 放送日時                               | 放送期間                 | 備考       |
| -------------- | --------------------- | -------------- | -------------------------------------- | ------------------------ | ---------- |
| 関東広域圏     | テレビ東京（TX）      | テレビ東京系列 | 水曜 23:58 - 翌0:45（23:58 - 24:45）   | 2014年4月16日 - 7月2日   | 制作局     |
| 北海道         | テレビ北海道（TVh）   | テレビ東京系列 | 水曜 23:58 - 翌0:45（23:58 - 24:45）   | 2014年4月16日 - 7月2日   | 同時ネット |
| 愛知県         | テレビ愛知（TVA）     | テレビ東京系列 | 水曜 23:58 - 翌0:45（23:58 - 24:45）   | 2014年4月16日 - 7月2日   | 同時ネット |
| 大阪府         | テレビ大阪（TVO）     | テレビ東京系列 | 水曜 23:58 - 翌0:45（23:58 - 24:45）   | 2014年4月16日 - 7月2日   | 同時ネット |
| 岡山県・香川県 | テレビせとうち（TSC） | テレビ東京系列 | 水曜 23:58 - 翌0:45（23:58 - 24:45）   | 2014年4月16日 - 7月2日   | 同時ネット |
| 福岡県         | TVQ九州放送（TVQ）    | テレビ東京系列 | 水曜 23:58 - 翌0:45（23:58 - 24:45）   | 2014年4月16日 - 7月2日   | 同時ネット |
| 滋賀県         | びわ湖放送（BBC）     | JAITS          | 水曜 23:58 - 翌0:45（23:58 - 24:45）   | 2014年4月16日 - 7月2日   | 同時ネット |
| 和歌山県       | テレビ和歌山（WTV）   | JAITS          | 水曜 23:58 - 翌0:45（23:58 - 24:45）   | 2014年4月16日 - 7月2日   | 同時ネット |
| 熊本県         | テレビくまもと（TKU） | フジテレビ系列 | 木曜 0:35 - 1:25（水曜 24:35 - 25:25） | 2014年5月1日 - 7月17日   | 15日遅れ   |
| 鹿児島県       | 鹿児島テレビ（KTS）   | フジテレビ系列 | 日曜 1:40 - 2:25（土曜 25:40 - 26:25） | 2014年5月4日 - 7月20日   | 18日遅れ   |
| 岩手県         | IBC岩手放送（IBC）    | TBS系列        | 土曜 0:55 - 1:42（金曜 24:55 - 25:42） | 2014年7月12日 - 9月27日  | 87日遅れ   |
| 長崎県         | 長崎放送（NBC）       | TBS系列        | 水曜 0:23 - 1:10（火曜 24:23 - 25:10） | 2014年8月27日 - 11月19日 | 133日遅れ  |
| 宮崎県         | 宮崎放送（MRT）       | TBS系列        | 土曜 1:25 - 2:10（金曜 25:25 - 26:10） | 2014年10月11日 -         | 178日遅れ  |